# Cobadin
Cobadin es una comuna rumana del condado de Constanța.

## Toponimia
El nombre del lugar puede encontrarse escrito con grafías como Cobadin y Copadin.

## Historia
Hacia finales del siglo XIX la comuna, que ya por entonces pertenecía al condado de Constanța, estaba compuesta únicamente por la localidad homónima y tenía contabilizada una población de 1009 habitantes, entre los cuales había 659 rumanos y 350 «extranjeros», que incluirían turcos, tártaros, alemanes y búlgaros.
En la segunda mitad del siglo XX la comuna había pasado a estar compuesta por las localidades de Cobadin, Conacu, Curcani, Negrești y Viișoara. En el censo de 2021 la comuna tenía una población de 9122 habitantes.